# Baliwat (Ancien Régime)
Baliwat, seneszalia (fr. bailliage, sénéchaussée) – pojęcia synonimiczne, w przedrewolucyjnej Francji oznaczały jednostkę terytorialną, okręg administracyjny, skarbowy i sądowniczy oraz przypisany mu urząd. Określenie baliwat było bardziej rozpowszechnione na północy Francji, podczas gdy terminu seneszalia używano częściej na południu, zwłaszcza w Langwedocji, oraz w Bretanii. Nie istniała w tym względzie reguła, czego przykładem mogą być „północne” seneszalie Poitou, Artois, Boulonnais czy Ponthieu.
Na początku XIII w., za panowania Filipa II Augusta, upowszechniła się działalność baliwów, urzędników o charakterze wędrownym, którym król powierzał kontrolę sprawowania urzędu przez prewotów. Wiązało się to z odbywaniem uroczystych roków i rozpatrywaniem zażaleń od miejscowej ludności. Wraz z dużym powodzeniem tej instytucji baliwom przypisano stałe okręgi – baliwaty – w obrębie całej domeny królewskiej.
Baliwaty czy seneszalie dzieliły się na mniejsze okręgi prewotalne, na których czele stał prewot. W Normandii okręgom prewotalnym odpowiadały wicehrabstwa zarządzane przez wicehrabiów, który to tytuł oznaczał w tym wypadku urząd, książęcego funkcjonariusza i nie był powiązany ze szlachectwem. W Burgundii rolę okręgów prewotalnych pełniły kasztelanie z kasztelanami na czele.
Właściwemu dla danego baliwatu sądowi przewodniczył zastępca baliwa – lieutenant général. Podlegały mu w pierwszej instancji sprawy o poważniejsze przestępstwa i sprawy szlachty. W drugiej instancji rozpatrywano apelacje od sądów prewotalnych. Od wyroków sądów baliwalnych przysługiwała apelacja do właściwego terytorialnie parlamentu.
W XVI w. edyktem króla Henryka II utworzono sześćdziesiąt dodatkowych sądów prezydialnych w niektórych spośród setek baliwatów i seneszalii. W 1764 r. liczba sądów prezydialnych wynosiła już 100.
Do połowy XVIII w. rozwój administracji pozbawił baliwaty pozasądowej części kompetencji, głównie na rzecz guberni (gouvernements) i okręgów generalnych (généralités).
U progu rewolucji francuskiej na bazie dotychczasowego podziału monarchii na baliwaty ustanowiono okręgi dla wyboru reprezentantów do Stanów Generalnych. Edykt królewski z 24 stycznia 1789 dzielił Francję na ponad 400 baliwatów wyborczych. W skomplikowanym systemie powiązań między okręgami baliwatom wyborczym pierwszego rzędu przysługiwało prawo bezpośredniego wyboru deputowanego, pozostałe zaś, baliwaty wyborcze drugiego rzędu, wyboru dokonywały za pośrednictwem tych pierwszych.
Do współczesności status baliwatu utrzymały w ramach monarchii brytyjskiej wyspy Jersey i Guernsey – wyspiarska część dawnego władztwa Normandii.